# Havukkasaari (ö i Södra Savolax)
Havukkasaari är en ö i Finland. Den ligger i sjön Kermajärvi och i kommunen Heinävesi i den ekonomiska regionen  Nyslotts ekonomiska region  och landskapet Södra Savolax, i den sydöstra delen av landet, 300 km nordost om huvudstaden Helsingfors. Öns area är 17,7 hektar och dess största längd är 1,6 kilometer i sydöst-nordvästlig riktning.